# Золочевский переулок
Зо́лочевский переу́лок (укр. Зо́лочевський прову́лок) — переулок в Подольском районе города Киева, местность посёлок Шевченко. Пролегает от Золочевской улицы (у пересечения с Кареловской улицей) до тупика (участки домов № 53 и 55 улицы Красицкого).
Примыкает улица Леси Украинки.

## История
Переулок возник в 50-х годах XX века под названием Новая улица. Современное название в честь города Золочева получил в 1955 году, повторное решение — в 1957 году.